# Byrum
Byrum – miasto w Danii, w regionie Jutlandia Północna, w gminie Læsø.